# Juan Orrego-Salas
Juan Orrego-Salas (* 18. Januar 1919 in Santiago de Chile; † 24. November 2019) war ein chilenischer Komponist und Musikpädagoge.

## Leben und Werk
Orrego-Salas studierte 1938 Klavier und Komposition bei Pedro Humberto Allende Sarón und Domingo Santa Cruz Wilson. Er unterrichtete danach Musikgeschichte am Konservatorium der Universidad de Chile, leitete den Chor der Katholischen Universität, den er 1938 gegründet hatte und absolvierte bis 1943 ein Architekturstudium. Ab 1944 widmete er sich aber ausschließlich der Musik.
Mit einem Stipendium der Rockefeller-Stiftung studierte er an der Columbia University Musikwissenschaft bei Paul Henry Lang, Musikethnologie bei George Herzog und Kontrapunkt bei William Mitchell. Ein nachfolgendes Guggenheim-Stipendium erlaubte ihm ein Studium bei Randall Thompson an der Princeton University und bei Aaron Copland in Tanglewood.
Nach seiner Rückkehr 1947 wurde er Professor an der Musikfakultät der Universidad de Chile. 1949 unternahm er eine Europareise, bei der er die Uraufführung seiner Canciones Castellanas dirigierte, die beim 13. Festival der International Society of Contemporary Music gespielt wurden.
Nach seiner Rückkehr nach Chile wurde er Herausgeber der Revista Musical Chilena, 1950 Musikkritiker beim El Mercurio, Chiles wichtigster Morgenzeitung. 1953 ernannte ihn die Universidad de Chile zum Profesor Extraordinario für Komposition. Nach einem erneuten USA-Aufenthalt wurde er Direktor des Instituto de Extensión Musical, dem das Orquesta Sinfonica de Chile, das Nationalballett und eine Anzahl von Chören und Kammerensembles unterstehen.
1957 gab Orrego-Salas diese Position auf und wurde Begründer des Departamento de Música (später Instituto de Musica) der Pontificia Universidad Católica de Chile. 1961 übernahm er an der Indiana University die Leitung des Latin American Music Center und unterrichtete Komposition an der School of Music der Universität. 1987 zog er sich als Professor emeritus von der Lehrtätigkeit zurück. 2005 veröffentlichte er das autobiographische Buch Encuentros, visions y repasos.
Orrego-Salas wurde vielfach für sein Werk geehrt. Die Universidad Católica verlieh ihm einen Ehrendoktortitel; 1971 wurde er korrespondierendes Mitglied der Akademie der schönen Künste Chiles. 1988 erhielt er den Gabriela Mistral Interamerican Cultural Prize der Organization of American States (OAS), 1992 den Premio Nacional der chilenischen Regierung, und 1999 ernannte ihn die Universidad Católica zum Profesor Extraordinario.

## Werke
| - Dos piezas für Violine und Klavier, 1936 - Dos canciones für mittlere Stimme, 1937 - No lloréis mis ojos für Frauenchor, 1937 - Pequeño poema für Flöte und Klavier, 1938 - Villancico für Chor, 1942 - Romance a lo divino für Chor, 1942 - Sonata für Violine und Klavier, 1945 - Sonata a dúo für Violine und Viola, 1945 - Canciones en tres movimientos für mittlere Stimme und Streichquartett, 1945 - Let Down the Bars, Oh Death! für Chor, 1945 - Romances pastorales für Chor, 1945 - Romance a la muerte de Don Gato für Männerchor, 1946 - Cánones y rondas escolares für Kinderstimmen, 1946 - Cantata de Navidad für Sopran und Orchester, 1946 - Escenas de Cortes y Pastores, Suite, 1946 - Song for contralto and piano, 1946 - Variaciones y fuga sobre el tema de un pregón für Klavier, 1946 - Christmas Songs für Frauen- oder Kinderchor, 1948 - Canciones Castellanas für Sopran und acht Instrumente, 1948 - Romancillo für Kontraalt und Klavier, 1948 - Cantos de Advenimiento für Mezzosopran, Cello und Klavier, 1948 - Obertura Festiva, 1948 - Juventud, Ballett-Triptychon nach Georg Friedrich Händels Solomon, 1948 - Versos de ciego, Schauspielmusik zu einem Stück von Luis Alberto Heiremans, 1949 - Symphony No. 1, 1949 - Concerto No. 1 für Klavier und Orchester, 1950 - El Alba del Alhelí, Liederzyklus für Sopran und Klavier, 1950 - El Retablo del Rey Pobre, Weihnachtsmysterium für Sänger, Tänzer und Orchester, 1950–1952 - Umbral de Sueño, Ballett, 1951 - Diez piezas simples für Klavier, 1951 - Suite para bandoneón, 1952 - Rústica für Klavier, 1952 - La veta del diablo, Filmmusik, 1952 - Symphony No. 2, 1954 - Serenata Concertante, 1954 - Chamber Concerto, 1954 - Sextet für Klarinette, Streichquartett und Klavier, 1954 - Dúos Concertante für Cello und Klavier, 1955 - Pastoral y Scherzo für Violine und Klavier, 1955 - Divertimento I und II für Flöte, Oboe und Fagott, 1956 - Jubilaeus musicus "ad honorem Universitatis Sanctae Mariae", 1956 - String Quartet No. 1, 1957 - La caleta olvidada, Filmmusik, 1959 - Garden Songs für hohen Sopran, Flöte, Viola und Harfe, 1959 - Alabanzas a la Virgen für Sopran und Klavier, 1959 - El Saltimbanqui, Ballett, 1960 - Symphony No. 3, 1961 - Psalms für sinfonisches Blasorchester, 1962 - Concerto a tre für Klaviertrio und Orchester, 1962 - Concertino für Trompete, zwei Hörner und Posaune, 1963 - Concerto for Wind Orchestra, 1963–1964 - Sonata a Quattro für Flöte, Oboe, Cembalo und Kontrabass, 1964 - Alboradas für Frauenstimmen, Harfe, Klavier und Schlagzeug, 1965 - Trio No. 1 für Violine, Cello und Klavier, 1966 - Symphony No. 4 "de la respuesta lejana", 1966 - América, no en vano invocamos tu nombre, Kantate für Männerchor, Sopran, Bariton und Orchester, 1966 - Quattro liriche brevi für Altsaxophon und Klavier, 1967 - Quattro liriche brevi für Altsaxophon und Kammerorchester, 1967 - Three Madrigals für Chor, 1967 - Sonata für Klavier, 1967 - Missa "in tempore discordae" für Tenor, Chor und Orchester, 1968–1969 - A Greeting Cadenza for William Primrose für Viola, 1970 - Palabras de Don Quijote für Bariton und Kammerensemble, 1970–1971 | - Esquinas für Gitarre, 1971 - Variaciones Serenas für Streichorchester, 1971 - Volte für Klavier und Kammerorchester, 1971 - Mobili für Viola und Klavier, 1971 - Serenata für Flöte und Cello, 1972 - Sonata de Estío für Flöte und Klavier, 1972 - Presencias, Septett, 1972 - The Days of God, Oratorium für vier Solisten, Chor und Orchester, 1974–1976 - Psalms für Bariton und Klavier, 1977 - Trio No. 2 für Violine, Cello und Klavier, 1977 - De profundis für Tuba und Celloquartett, 1979 - Concerto for oboe and string orchestra, 1980 - Un canto a Bolívar für Stimmen und traditionelle Andeninstrumente, 1980–1981 - Canciones en estilo popular für Sopran und Gitarre, 1981 - Bolivar, Triptychon für Erzähler, Chor und Orchester, 1981–1982 - Tangos für 11 Instrumente, 1982 - Balada für Cello und Klavier, 1982–1983 - Yo digo lo que no digo für Gesang und Volksinstrumente, 1983 - Biografía mínima de Salvador Allende für Stimme, Gitarre, Trompete und Schlagzeug, 1983 - Concerto for Violin and orchestra, 1983 - Glosas für Violine und Gitarre, 1984 - Dialogues in Waltz für Klavier vierhändig, 1984 - Rondo-fantasía für Klavier, 1984 - Variations on a Chant für Harfe, 1984 - Concerto No. 2 für Klavier und Orchester, 1985 - Riley’s Merriment, Scherzo für Orchester, 1986 - Fantasia für Klavier und sinfonisches Blasorchester, 1986 - For Young Violinists, 1986–1987 - Fanfare, 1986–1987 - Gyrocantus für Flöte, Klarinette, Cembalo und Schlagzeug, 1987 - Midsummer Diversions für Cello und Tuba, 1987 - Viudas, Oper, 1987–1990 - Cinco canciones a seis für Kontraalt, zwei Violinen, Klarinette, Cello und Klavier, 1988 - Ash Wednesday für Kontraalt und Streichorchester, 1988 - Saludo für unbegleitete Unisono-Stimmen, 1988 - Partita für Altsaxophon und Klaviertrio, 1988 - Variations for a Quiet man für Klarinette und Klavier, 1990 - Canción de cuna para Llorença Gasull für Stimme und Gitarre, 1991 - Diferencias del retablo für zwei Klaviere, 1991 - Concerto for cello and orchestra, 1991–1992 - The Goat that Couldn’t Sneeze, musikalische Komödie für Kinderstimmen und Kammerensemble, 1992 - La Ciudad Celeste, Kantate für Bariton, Chor und Orchester, 1992 - Three Fanfares für Bläserquintett, 1994 - Tres cánticos sagrados für Chor und Kammerensemble, 1995 - Symphony No.5, 1995 - String Quartet No.2, 1995 - Ave Maria für Sopran, Oboe, Orgel und Chor, 1996 - Ave Maria für Sopran und Chor, 1996 - Canto a la cordillera für Chor und Orchester, 1997 - Symphony No. 6 "semper reditus", 1997 - Encuentros, Variationen über zwei Themen von Franz Schubert für Streichquartett und Klavier, 1997 - Cantango für zwei Klaviere, 1998 - Espacios, Rhapsodie für Cello und Klavier, 1998 - Introduction and Allegro Concertato für Klavier vierhändig und Kammerensemble, 1999 - Fantasias für Cello und kleines Orchester, 2000 - Tocata ed Arioso für Orgel, 2000 - Secuencias für Altsaxophon und Schlagzeug, 2001 - Concerto Grosso für Oboe, Violine und Streichorchester, 2001–2002 - Turns and Returns für Violine und Klavier, 2002 - Movimiento Concertante für Altsaxophon und Streichquartett, 2003 - String Quartet No.3, 2003 - String Quartet No. 4, 2004 - Estancias del Recuerdo für Flöte, Klarinette, Streichquartett und Klavier, 2007 |